# Констанций I Хлор
Фла́вий Вале́рий Конста́нций (лат. Flavius Valerius Constantius; 31 марта 250, Верхняя Мёзия — 25 июля 306, Эборакум, Британия), известный более в римской историографии как Констанций I Хлор, — римский император как Цезарь в 293—305 годах, как Август в 305—306 годах. Отец Константина Великого и основатель династии Константина. Прозвище Хлор (греч. χλωμός, что означает «бледный») получил впоследствии от византийских историков.
Происходил из придунайских провинций. В 293 году Констанций был провозглашён Диоклетианом Цезарем. На этой должности он проводил кампании против узурпатора Аллекта в Британии, на Рейне против алеманнов и франков. Став Августом в 305 году, Констанций начал успешную карательную кампанию против пиктов и скоттов. Однако в следующем году он скончался в Эборакуме. Его смерть вызвала начало кризиса тетрархии.
Констанций носил следующие победные титулы: «Германский Величайший» — с 294 года, «Британский Величайший» — с 296 года, «Карпийский Величайший», «Армянский Величайший», «Мидийский Величайший», «Адиабенский Величайший», «Персидский Величайший» — с 297 года, «Сарматский Величайший» — возможно, с 299 года, «Сарматский Величайший» (второй раз) и «Германский Величайший» (второй раз) — с 301 года, «Британский Величайший» (второй раз) — с 306 года.

## Биография

### Жизнь до принятия власти
Флавий Валерий Констанций Хлор родился в Иллирике 31 марта предположительно в 250 году. Согласно книге «История Августов», он был сыном знатного выходца из Дардании Евтропия и Клавдии, племянницы императоров Клавдия II Готского и Квинтилла. Панегирист Евмений называет его даже незаконнорождённым сыном Клавдия. Современные историки, такие как Пат Сазерн и авторы PLRE, подозревают, что эта родословная была придумана Константином I Великим уже после смерти Констанция для укрепления своей власти, и что его семья была скромного происхождения.
Констанций был членом корпуса протекторов императора при Аврелиане и принимал участие в походе против Пальмирского царства. Согласно сборнику биографий императоров «История Августов», в правление Проба Констанций был дуксом, но это, скорее всего, выдумка автора. По «Анониму Валезия», Констанций был ещё и военным трибуном. Единственная документально подтверждённая должность Констанция — это назначение его президом Далмации в правление Кара. Было высказано предположение, что после восстания Диоклетиана Констанций перешёл на его сторону и принимал участие в битве при Маргусе в 285 году.
В 286 году Диоклетиан назначает своего друга Максимиана соправителем и даёт ему в управление западные провинции, в то время как сам забирает весь Восток, начиная процесс, который в конечном счёте приведёт к разделению Римской империи на две части — Западную и Восточную. В 288 году, когда срок его пребывания на посту презида Далмации окончился, Констанций был назначен префектом претория при западном императоре Максимиане. С тех пор он, по всей видимости, занял значительное положение при императорском дворе. На протяжении периода 288—289 годов Констанций под командованием Максимиана принимал активное участие в войне против алеманнов, проведении кампаний на территории варварских племен за Рейном и Дунаем. Для укрепления связей между императором и его влиятельным военачальником в 289 году Констанций отказался от своей супруги (или наложницы) Елены и женился на дочери императора Максимиана Феодоре.

### Правление

#### Деятельность на посту цезаря

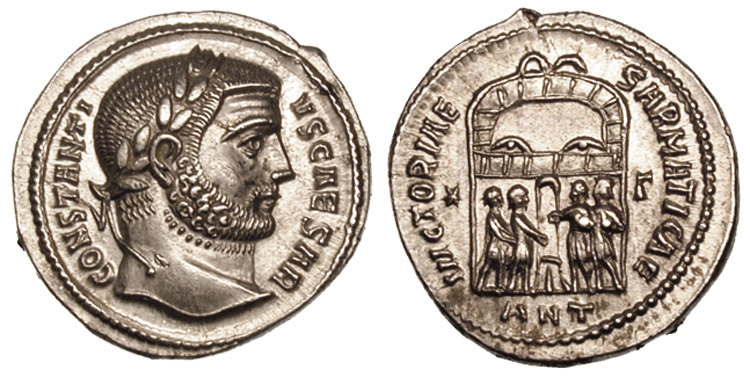
Аргентиус с портретом Констанция I Хлора

В 293 году Диоклетиан, сознавая амбиции своего соправителя, позволил Максимиану содействовать Констанцию в получении титула императора во время нового разделения империи. Диоклетиан разделяет администрацию Римской империи на две половины, относящиеся к западной и восточной частям. Каждой половиной будет управлять Август при поддержке Цезаря. Оба Цезаря имели право наследования после смерти Августа.
В Медиолане 1 марта 293 года Констанций был официально назначен Цезарем Максимиана. Он принял имя Флавия Валерия и получил под своё начало Галлию, Британию и, возможно, Испанию. Диоклетиан, восточный Август, в стремлении сохранить баланс сил в империи назначает 21 мая 293 года в Филиппополе военачальника Галерия своим цезарем. Констанций был старшим из двух Цезарей, и поэтому в официальных документах он всегда имел приоритет, будучи упомянутым перед Галерием. Столицей Констанция была Августа Треверов, расположенная на реке Мозелла. В этом городе император начал строительство грандиозного дворцового комплекса, которое было завершено его сыном. Комплекс занимал всю северо-западную часть города.
Первой задачей Констанция после провозглашения Цезарем стало подавление восстание римского узурпатора Караузия, который объявил себя императором в Британии и северной Галлии в 286 году. После поражения, нанесённого им Максимиану, тот был вынужден признать власть мятежника. В конце 293 года Констанций осадил и взял штурмом главную базу и гавань Караузия на континенте — Бононию. Большая дамба, стоявшая на входе в бухту, не позволила Караузию прислать к городу подкрепление, и поэтому узурпатор был вынужден сдать город. Вскоре после этого Караузий был убит своим казначеем Аллектом, который в свою очередь провозгласил себя императором.
Констанций провёл следующие два года в нейтрализации угрозы нападения франков, которые были союзниками Аллекта, поскольку северная Галлия оставалась под контролем британского узурпатора по крайней мере до 295 года. Он также сражался против алеманнов и одержал ряд побед в устье Рейна в том же году. Административные проблемы означали, что он совершил по крайней мере одну поездку в Италию в это время. Наконец, в 296 году Констанций посчитал, что достаточно укрепился на континенте, и сдал командование войсками на Рейне Максимиану. Он организовал две флотилии. Одна, возглавляемая самим Констанцием, вышла из Бононии, а вторая под командованием префекта претория Юлия Асклепиодота отплыла из устья Сены. Благодаря сильному туману префект сумел благополучно избежать встречи с главным флотом Аллекта и высадился с армией на острове Уайт. Аллект со всеми имевшимися силами направился навстречу войску Асклепиодота, что предоставило Констанцию возможность без преград высадиться в Кенте. Однако попытка не увенчалась успехом, потому что из-за сильного тумана часть кораблей не смогла присоединиться к основному флоту, и её течением отнесло к устью Темзы. Спустя некоторое время император отправился на южный берег Ла-Манша, а префекту удалось окончательно разбить Аллекта где-то на севере Гемпшира или Беркшира, в результате чего узурпатор погиб. Однако часть его наёмников из племени франков спаслась и разбойничала вплоть до Лондиния, где их перебили легионеры Констанция, которые разминулись с ним при высадке у кентского побережья и обходной дорогой добрались до провинциальной столицы. Жители города встречали императора как освободителя.

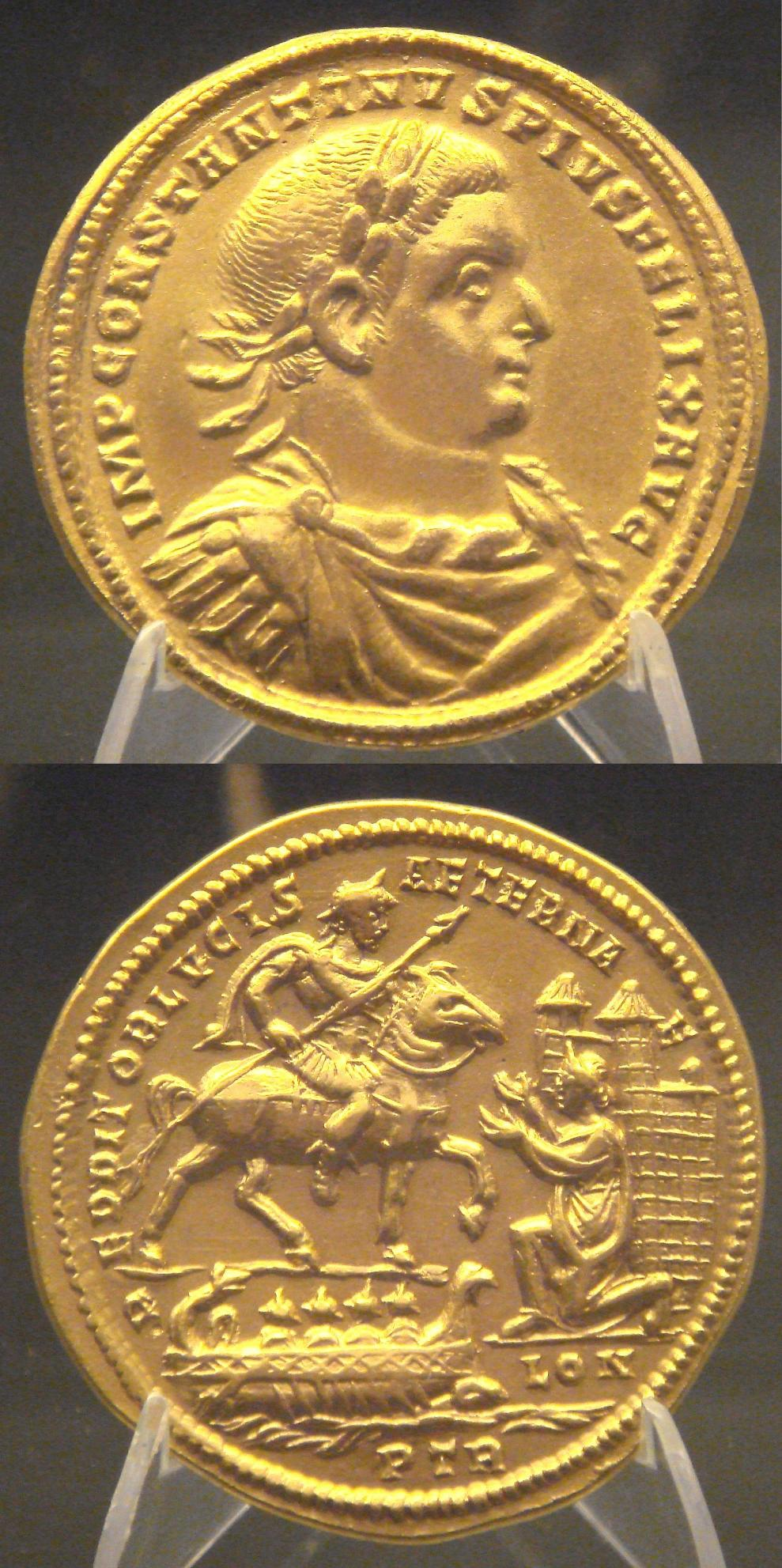
Золотой медальон, выпущенный в честь победы над Аллектом

В честь этих побед Констанций выпустил серию больших золотых памятных медальонов. На одном из них с надписью «Милосердие императоров» изображён сам император в львиной накидке, который протягивает руку стоящей на коленях Британии, а Победа водружает ему на голову корону. На другом медальоне, более крупном, нанесена надпись «Восстановитель вечного света» и изображён Констанций, который скачет на коне к городской стене. Указано, что это город Лондиний.
Констанций оставался в Британии в течение нескольких месяцев, во время чего заменил большую часть администрации узурпатора и провёл реформы деления провинции. В результате разделения Верхняя Британия была преобразована в Максиму Цезарейскую и Британию Первую, а Нижняя Британия во Флавию Цезарейскую и Британию Вторую. По его приказу были восстановлены вал Адриана и приграничные крепости, а в Лондинии построен монетный двор. Из Галлии в Британию был отправлен ряд мастеров для восстановления разрушенных в ходе боевых действий городов. Летом 297 года император отправился в Италию, чтобы следить за ней в то время как Максимиан воевал с маврами в Африке, но вскоре вернулся обратно в Галлию.
После возвращения в Галлию в 297 году Констанций заселил там множество пустынных земель франками, чтобы компенсировать значительные потери, вызванные его предыдущими походами на союзников Аллекта и Караузия. В следующем году Констанций сражался в битве при Лингоне против алеманнов, но его отряд был обращён в бегство. Констанций сам был ранен и в связи с близостью врага приказал не открывать городские ворота, а поднять его на канатах на стену. Он был заперт в городе, но был освобождён своей армией спустя шесть часов и победил врага, который потерял 60 тысяч солдат. Император победил переправившихся через заледеневший Рейн варваров снова у Виндониссы, тем самым укрепив оборону германской границы. В 300 году Констанций провёл кампанию против франков на Рейне. Однако следующие три года рейнская граница продолжала занимать внимание Констанция. Во время своего правления Констанций создал три новых легиона: I Надежный Флавиев Галльский, I Флавиев Марсов и XII Победоносный.
В 303 году Констанций столкнулся с указом Диоклетиана, знаменующим начало Великого гонения на христиан. Из всех четырёх тетрархов Констанций, бывший язычником, приложил минимум усилий для реализации указа Диоклетиана в западных провинциях, которые были под его непосредственным руководством. Он лишь ограничился закрытием нескольких церквей. Евсевий Кесарийский утверждал, что Констанций был христианином.

#### Назначение августом и смерть
Между 303 и 305 годами Галерий начал добиваться обеспечения себе возможности взять власть Констанция после ухода Диоклетиана. В 304 году Максимиан Геркулий встретился с Галерием, вероятно, для обсуждения этого вопроса преемственности, и Констанций либо не был приглашён, либо не смог приехать на встречу из-за напряжённой обстановки на Рейне. До 303 года, по-видимому, существовало негласное соглашение между тетрархами, что сын Констанция Константин и сын Максимиана Максенций должны были быть назначены Цезарями после отречения Диоклетиана и Максимиана. К концу 304 года Галерий убедил Диоклетиана (который в свою очередь убедил Максимиана) назначить Цезарями своих ставленников Флавия Севера и Максимина Дазу.
Диоклетиан и Максимиан ушли в отставку 1 мая 305 года, возможно, из-за плохого здоровья Диоклетиана. Флавий Север и Максимин Даза были назначены цезарями. Перед собравшимися войсками в Медиолане Максимиан Геркулий снял свой пурпурный плащ и передал его новому Цезарю Северу и провозгласил Констанция Августом. Та же самая сцена разыгралась в Никомедии, где Диоклетиан объявил Цезарем Максимина Дазу, а Августом Галерия. Констанций, номинально являвшийся старшим императором, управлял западными провинциями, отказавшись от Италии и Африки, в то время как Галерий принял под своё начальство восточные провинции. Константин, разочаровавшись в своих надеждах стать Цезарем, бежал из-под надзора Галерия после того, как Констанций попросил восточного Августа освободить его сына по причине своей болезни. Константин присоединился ко двору своего отца на побережье Галлии во время подготовки к кампании в Британии.
В 305 году Констанций переправился в Британию и направился на крайний север острова, начав военную экспедицию против пиктов, и, по всей видимости, одержал победу, о чём свидетельствует победный титул «imperator II», полученный им 7 января 306 года. После возвращения в Эборакум на зимовку Констанций планировал продолжить кампанию, но 25 июля 306 года он скончался. Когда Констанций умирал, он рекомендовал своего сына солдатам в качестве преемника, и после этого Константин был провозглашён императором легионами в Эборакуме. Из Британии тело Констанция было перевезено в Галлию, где и было похоронено, по всей видимости, в Августе Треверов.
В античной литературе Констанций I Хлор предстаёт исключительно в благоприятном свете. По всей видимости, он действительно пользовался уважением в своих владениях благодаря умелому правлению, а его военные достижения были очень значительными, даже если и принимать во внимание, что Британия была возвращена стараниями префекта претория. Констанций получает похвалу за то, что он не вступил в открытое противостояние с Галерием и тем самым не вверг государство в новую гражданскую войну. Однако из-за того, что Галерий располагал сильной армией и крупными средствами, Констанций просто не имел другого выхода. Но вполне возможно, что скоропостижная кончина удержала его от попытки переворота.

## Персона
В античной литературе Констанций I Хлор получает благоприятные отзывы. Языческие и христианские авторы были о нём хорошего мнения, как, например, Евтропий:
«Был он мужем великим и доброжелательности величайшей, усердствовал в обогащении провинциалов и частных лиц, не стремясь к такому же увеличению государственной казны, и говорил, что лучше общественное богатство держать у частных лиц, чем хранить его в одном сундуке. Жил он столь скромно, что в праздничные дни, когда желал устроить пир для своих многочисленных друзей, брал взаймы у частных лиц серебряную посуду для украшения стола своего. Он был не только любим, но в Галлии даже почитался наравне с богами и особенно за то, что в его правление избавились наконец от диоклетианова опасного благоразумия и от максимиановой кровожадной безрассудности».
Евсевий Кесарийский в своей «Церковной истории» также положительно говорит о Констанции:
«Был он самым добрым и кротким из всех императоров. Он единственный из современников достойно провел все время своего правления, явив себя и в остальном для всех доступным и ко всем милостивым. Он вовсе не участвовал в войне против нас, оберегал своих подданных христиан от вреда и обид, не разорял церквей и ничего иного против нас не придумывал».
Христианские авторы хвалят его за мягкое отношение к их религии и невыполнение указа Диоклетиана о гонении. К тому же своим умелым управлением он мог снискать почёт у своих подданных.

## В искусстве

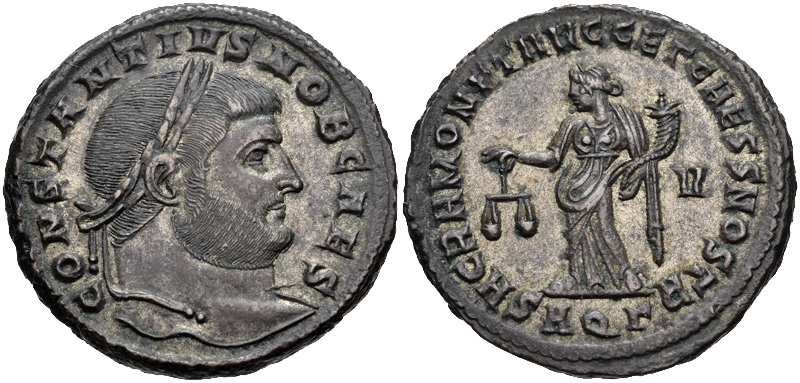
Монета с портретом Констанция Хлора

### В литературе
Констанций I Хлор является одним из главных героев повести Ивлина Во «Елена».

### В легендах
Имя Констанция осталось в легендах бриттов — так, Гальфрид Монмутский в своей «Истории королей бриттов» уделяет ему несколько глав. Согласно этому произведению, Констанций был послан в Британию римским сенатом после того, как британский король Асклепиодот был свергнут Коелем. Коель согласился платить дань Риму, но вскоре умер. Констанций женился на дочери Коеля Елене и стал королём Англии. Елена родила ему сына Константина, который вступил на престол Британии, когда его отец умер в Йорке одиннадцать лет спустя. Однако Генрих Хантингдонский развенчал легенду о том, что Елена была дочерью британского короля, ведь Констанций развелся с ней ещё до британского похода.